# Aer
Audio Electric Research GmbH – niemieckie przedsiębiorstwo zajmujące się produkcją sprzętu muzycznego z siedzibą w Fuldabrück. Zostało założone w 1992 roku przez muzyków i akustyków, m.in. Susanne Janz-Eisenmann, Udo Roesnera, Michaela Eisenmanna. Podstawowymi produktami firmy są wzmacniacze gitarowe, subwoofery, kolumny basowe oraz gitary.
Wielokrotnie nagradzana w Musikmesse International Press Award.